# Генеральна старшина
Генера́льна старши́на — це:
1. Вища державна адміністрація в Гетьманщині у 17-18 століттях. Генеральна старшина становила найближче оточення гетьмана. До складу генеральної старшини входили: генеральний обозний, генеральний суддя, генеральний писар, генеральний підскарбій, генеральний хорунжий, генеральний бунчужний, два генеральні осавули. Генеральна старшина брала участь у Генеральній військовій раді, вирішувала найважливіші політичні, адміністративні та військові питання, проводила дипломатичні переговори, відала фінансами і судовими установами, очолювала збройні сили Гетьманщини. Протягом 18 століття права генеральної старшини у вирішенні державних справ України постійно обмежувалися заходами російського уряду. В міру обмеження російським царизмом державних прав України генеральна старшина втрачає свої функції. На початку 80-х років 18 століття генеральна старшина, як адміністративний орган перестав існувати.
2. В період Гетьманату 1918 року — вищий старшинський командний склад Збройних Сил Української Держави, до якого належали генеральний хорунжий, генеральний бунчужний і генеральний осавул.